# وولا کژشتوپورسکا
وولا کژشتوپورسکا (به لاتین: Wola Krzysztoporska) یک روستا در لهستان است که در گمینا وولا کژشتوپورسکا واقع شده‌است. وولا کژشتوپورسکا ۲٬۱۰۰ نفر جمعیت دارد.